# Ugovor Maroko–Kongo
Ugovor Maroko–Kongo potpisan je 4. studenoga 1911. u Berlinu, između Francuske i Njemačke, kako bi se priznala francuska dominacija nad Marokom. Ovim događajem okončana je Agadirska kriza. U njemu je Francuska Njemačkoj ustupila dijelove Francuskog Konga i Francuske Ekvatorijalne Afrike, uključujući Neukamerun.

## Vanjske poveznice
- Isječci iz novina na temu Ugovor Maroko–Kongo u Arhivu tiska iz 20. stoljeća Njemačke nacionalne ekonomske knjižnice (ZBW)